# Nova Beleza
Nova Beleza foi uma revista iniciada em 1997 pela Editora Abril; o projeto, no entanto, foi descontinuado na década de 2000. Originou-se da revista Nova, pertencente ao mesmo grupo editorial. Os números de circulação de Nova Beleza foram de 115.500 exemplares bimestrais, o que demonstrava a autonomia que chegou a ser conquistada pelo suplemento em relação a Nova. Atualmente a revista é publicada com periodicidade anual.

## Estrelas das capas
- Adriane Galisteu
- Ana Paula Arósio
- Angélica
- Cristiana Oliveira
- Daniella Sarahyba
- Daniela Cicarelli
- Danielle Winits
- Deborah Secco
- Fernanda Lima[3]
- Fernanda Tavares
- Gianne Albertoni
- Gisele Bündchen
- Ivete Sangalo
- Juliana Paes
- Lavínia Vlasak
- Luana Piovani
- Maria Fernanda Cândido[4]
- Regiane Alves
- Sandy
- Scheila Carvalho
- Susana Werner
- Wanessa Camargo